# Trifenilammina
La trifenilammina è un'ammina terziaria aromatica di formula Ph3N. A temperatura ambiente appare come un solido cristallino incolore, con sistema monoclino ed habitus prismatico, praticamente insolubile in acqua, parzialmente in etanolo ma ben miscibile in dietiletere e benzene. Trova principalmente impiego in virtù delle sue proprietà di fotoconduttore primario

## Sintesi
La trifenilammina può essere ottenuta in seguito alla reazione a caldo tra la difenilammina e lo iodobenzene, in ambiente opportunamente catalizzato da carbonato di potassio, rame metallico e nitrobenzene:
Ph2NH + PhI → Ph3N + HI

## Reattività
A differenza della maggior parte delle ammine, sia alifatiche che aromatiche, la trifenilammina non presenta carattere basico. Ciò è dovuto alla presenza di ben tre gruppi aromatici direttamente legati all'atomo di azoto centrale che si comportano da elettron-attrattori, orientando la nube elettronica dell'azoto sui fenili, in modo da conferire ad N una parziale carica positiva, controbilanciata dalla parziale carica negativa dislocata invece sui gruppi aromatici. Tale assetto impedisce la protonazione dell'azoto, meccanismo chiave per conferire basicità alla soluzione. Il meccanismo di dislocazione delle cariche risulta evidente andando ad analizzare la struttura della molecola come ibrido di risonanza definito dalle quattro forme limite:
Tale caratteristica, inoltre, fa sì che i tre legame N-C giacciano tutti sullo stesso piano e che si trovino a 120° l'uno dall'altro, cosa che non avviene invece per le ammine alifatiche e per l'ammoniaca, dove gli orbitali dell'azoto, in stato di ibridazione sp3, sono disposti a tetraedro. Nel suo complesso la molecola, nel suo conformero più stabile, non è tuttavia planare, a causa dell'ingombro sterico dei sostituenti aromatici. Se sottoposto ad eccessivo riscaldamento, il composto va incontro a decomposizione, liberando fumi tossici contenenti ossidi di azoto.